# Flughafen Concepción

i8
i11
i13
Der Flughafen Concepción Carriel Sur (spanisch Aeropuerto Internacional Carriel Sur; IATA-Code: CCP, ICAO-Code: SCIE) ist ein Flughafen nahe der Stadt Concepción in Chile.
Der Flughafen besitzt ein Terminal mit vier Fluggastbrücken und eine 2300 × 45 m  große Start- und Landebahn aus Asphalt. Der Baubeginn war im Jahr 1960 kurz nach dem schweren Erdbeben von Valdivia 1960, die Eröffnung fand am 3. Januar 1968 statt. 2010 erstreckte sich der Flughafen über eine Fläche von 8000 Hektar.